# Koga Tadao

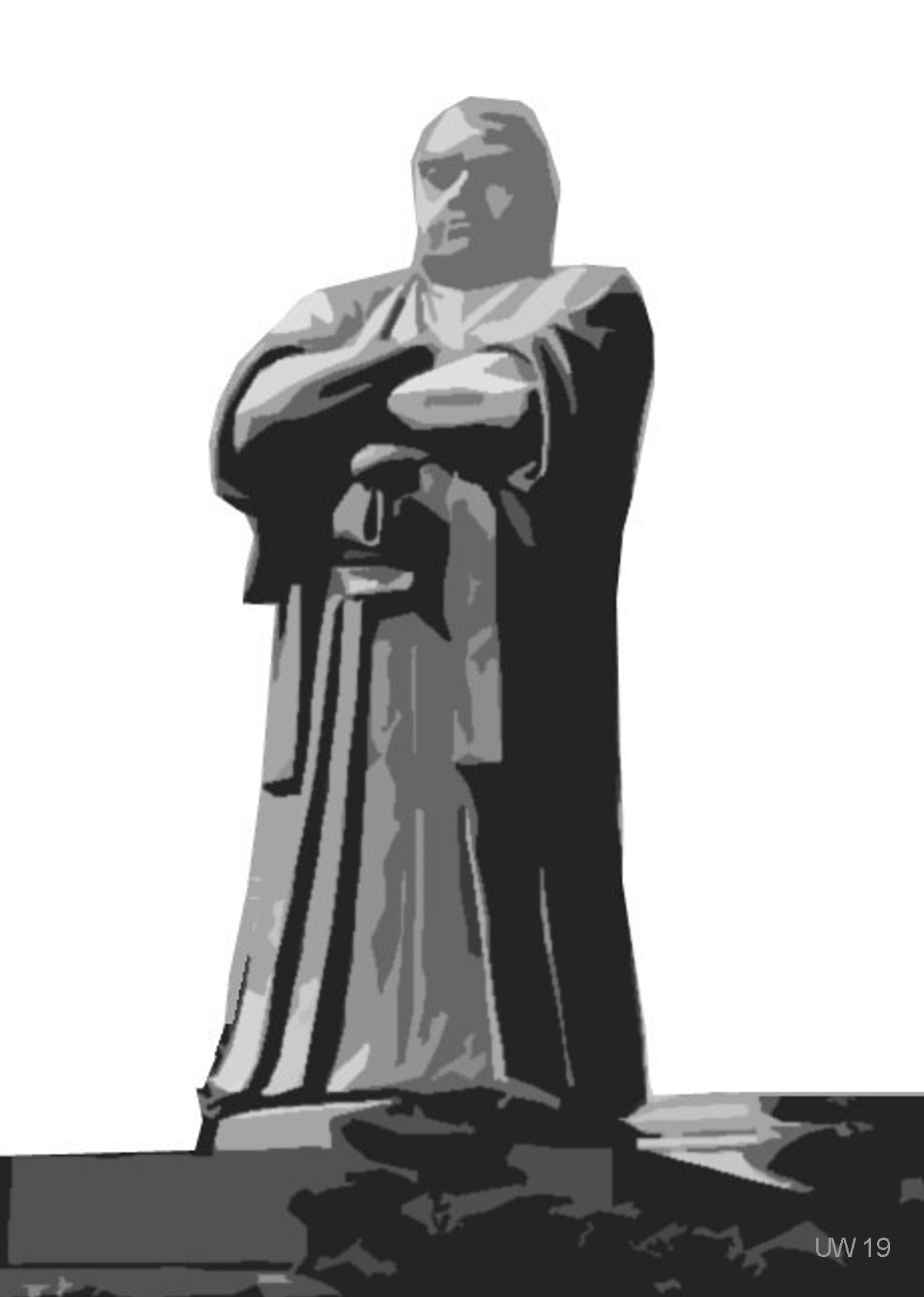
Saigō Takamori

Koga Tadao (japanisch 古賀 忠雄; geboren 3. Februar 1903 in Saga, Präfektur Saga; gestorben 10. Juni 1979) war ein japanischer Bildhauer der Shōwa-Zeit.

## Leben
Koga Tadao absolvierte die Technische Schule Arita, ging dann nach Tōkyō und schrieb sich an der Tōkyō Bijutsu Gakkō (東京美術学校), der Vorläufereinrichtung der Tōkyō Geijutsu Daigaku, ein und studierte Bildhauerei. Schon als Student wurde 1929 eine Skulptur von ihm mit dem Titel „Buddhistisches Herz“ (仏心, Busshin) für die 10. „Teiten“-Ausstellung angenommen. Im folgenden Jahr machte er seinen Abschluss an der Schule. Er stellte weiterhin an verschiedenen Stellen aus, sein Werk „Mann am Kap“ (岬の男; Misaki no Otoko) erhielt auf der 3. „Shin-Bunten“-Ausstellung 1939 eine lobende Erwähnung. Im folgenden Jahr war es so weit, dass er seine Arbeiten Jury-frei akzeptiert wurden. Seine Skulptur „Errichtung Groß-Ostasiens“ (建つ大東亜, Tatsu Daitōa) erhielt auf der 5. Shin-Bunten 1942 den Preis der Akademie der Künste. Seine Arbeit mit dem Titel „Sommer-Werk“ (夏の作, Natsu no Saku), das er im selben Jahr ausstellte, wurde vom Kultusministerium erworben.
1962 wurde Kogas Skulptur „Wiederauferstehung Japans nach dem verlorenen Krieg“ (敗戦から立ち直る日本, Haisen kara tachinaoru Nippon) auf dem Gelände aufgestellt, das dann 1964 Vergnügungspark „Yomiuri-Land“ (よみうりランド) wurde. 1964 wurde er Vorsitzender der „Japanischen Gesellschaft für Bildhauerei“ (日本彫塑会, Nihon Chōso-kai), und 1966 wurde er Mitglied der Akademie der Künste. Danach war ein führendes Mitglied in der Abteilung für Bildhauerei der „Nitten“, deren Leiter er 1968 wurde, und der er später als Berater zur Verfügung stand. 1971 wurde er Präsident der „Japanischen Gesellschaft für Steinskulpturen“ (日本, Nihon Tōchō-kai). Im selben Jahr wurde er mit dem Verdienstorden 3. Klasse ausgezeichnet.
Kogas Arbeiten sind bekannt für ihren ausgeprägten maskulinen Stil, wenn er auch in den letzten Lebensjahren kleine vereinfachte, einfühlsame Werke geschaffen hat, wie seine Serien von Krähen und Enten. Auf der anderen Seite gibt es von ihm monumentale Werke, wie „Vision eines Waldes“ (森の幻想, Mori no Gensō) – ein lauschender Mann, das 1973 in seiner Heimatstadt Saga aufgestellt wurde, und „Zum Gedächtnis an die Wiege der japanischen Medizin“ (日本医学発祥記念像, Nihon Igaku Hasshō Kinen-zō), das im folgenden Jahr in Ōita errichtet wurde. Letzteres zeigt einen behandelnden Arzt mit Gehilfen an einem Krankenbett. 1976 wurde die Skulptur „Sinnend“(想, So) an einem Platz in Saga aufgestellt.
Nach Kogas Tod wurde die fast 10 m hohe Skulptur des Saigō Takamori mit dem Titel „Saigō Takamori, die Gegenwart betrachtend“, die zunächst für Kyōto bestimmt war, im Saigō-Park in Kirishima in der Präfektur Kagoshima aufgestellt. Am Kunstmuseum der Präfektur Saga (佐賀県立美術館) wurde für Koga ein Skulpturenpark (古賀忠雄 彫刻の森) eingerichtet.